# 大翼豆
大翼豆（学名：Macroptilium lathyroides）为豆科大翼豆属下的一个种。